# Aeroport de Port Bouet
Aeroport de Port Bouet (IATA: ABJ, l'OACI: DIAP)., També conegut com a Aeroport internacional de Félix-Houphouët-Boigny, es troba a 16 km al sud-est d'Abidjan,a la Costa d'Ivori.És l'aeroport més gran al país per al trànsit aeri. L'aeroport és l'eix principal de la companyia nacional aèria de Costa d'Ivori.